# Fűzlevelű liliomfa
A fűzlevelű liliomfa (Magnolia salicifolia) a liliomfafélék (Magnoliaceae) családjába tartozó fafaj.

## Származása, élőhelye
Japán hegyvidéki tölgy- és bükkerdőiből származik.

## Leírása
Terebélyes, kúpos 10 méteres fa. Levelei lándzsásak, elliptikusak, tojásdadok, 15 cm hosszúak, 6 cm szélesek. Felszínük sötétzöld, fonákuk kékeszöld kopasz. Összemorzsolva aromás illatúak.
Kérge sima, szürke, megdörzsölve citromillatú.
Virágai felállóak, 13 cm átmérőjűek, fehérek, illatosak. Takarójuk 3 kisebb külső és 3 nagyobb belső keskeny lepelből áll. Kora tavasszal, lombfakadás előtt virágzik.
Termése hengeres, rózsás terméscsoport.

## Képek

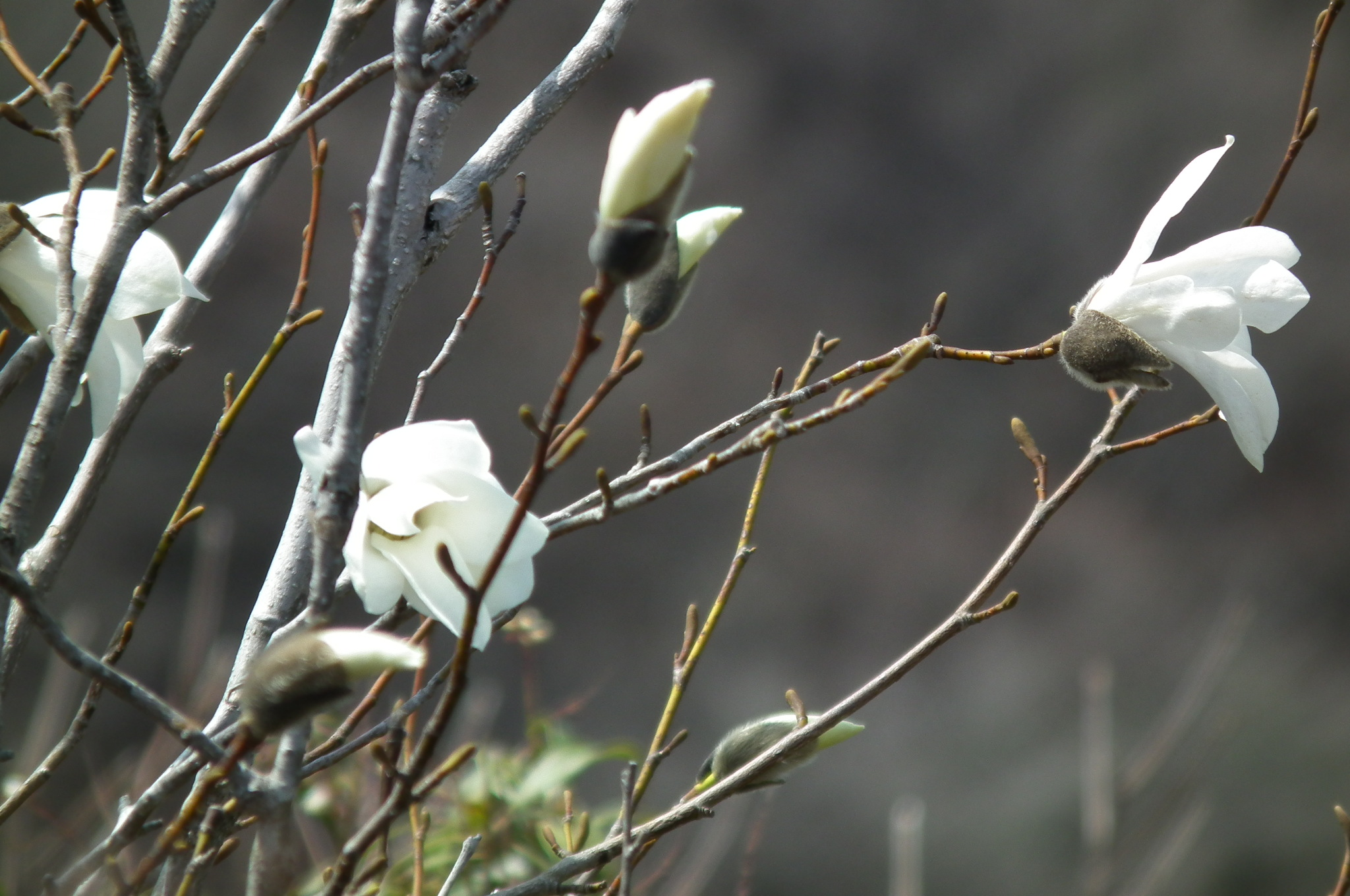
virága
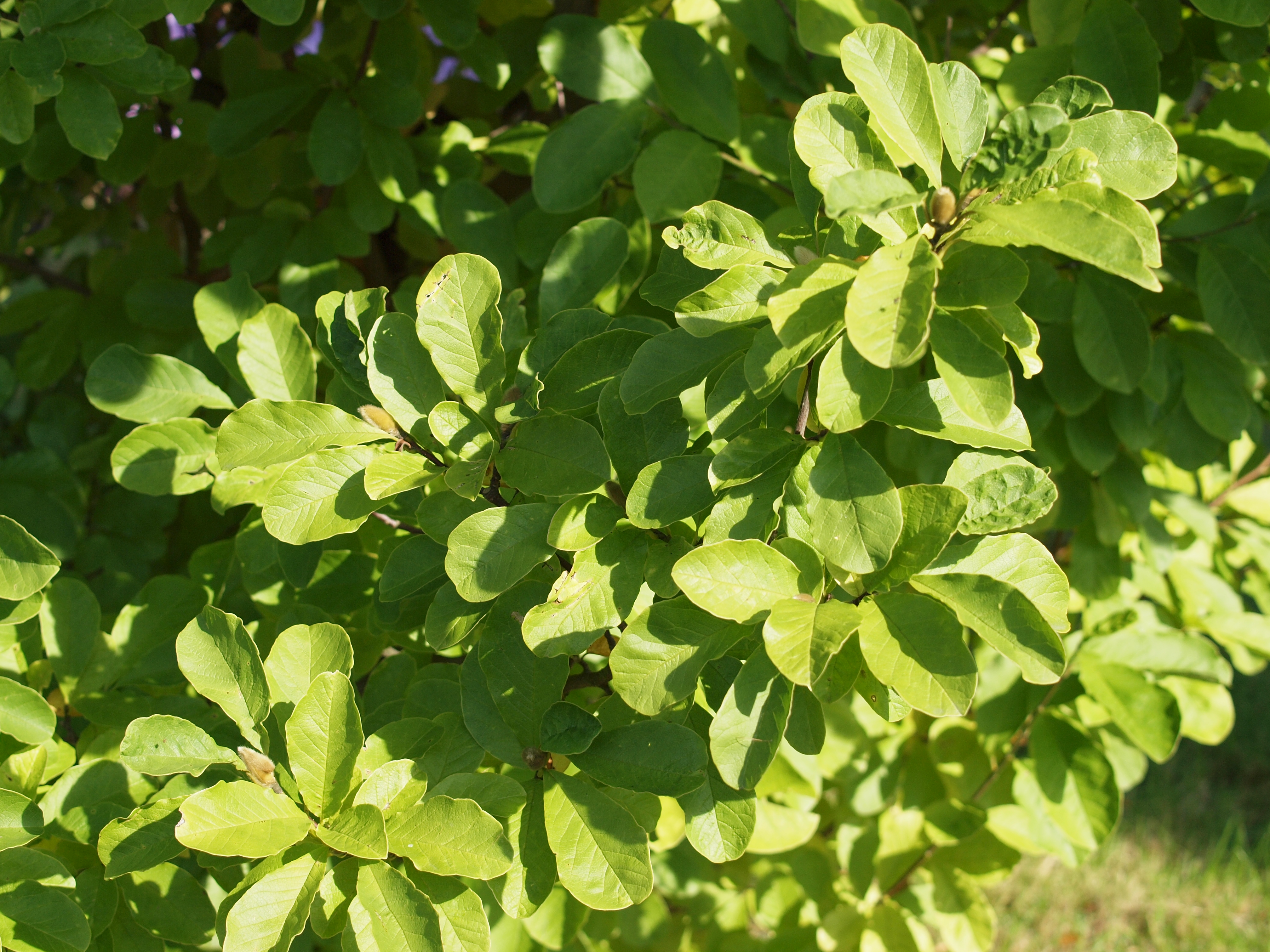
levelei
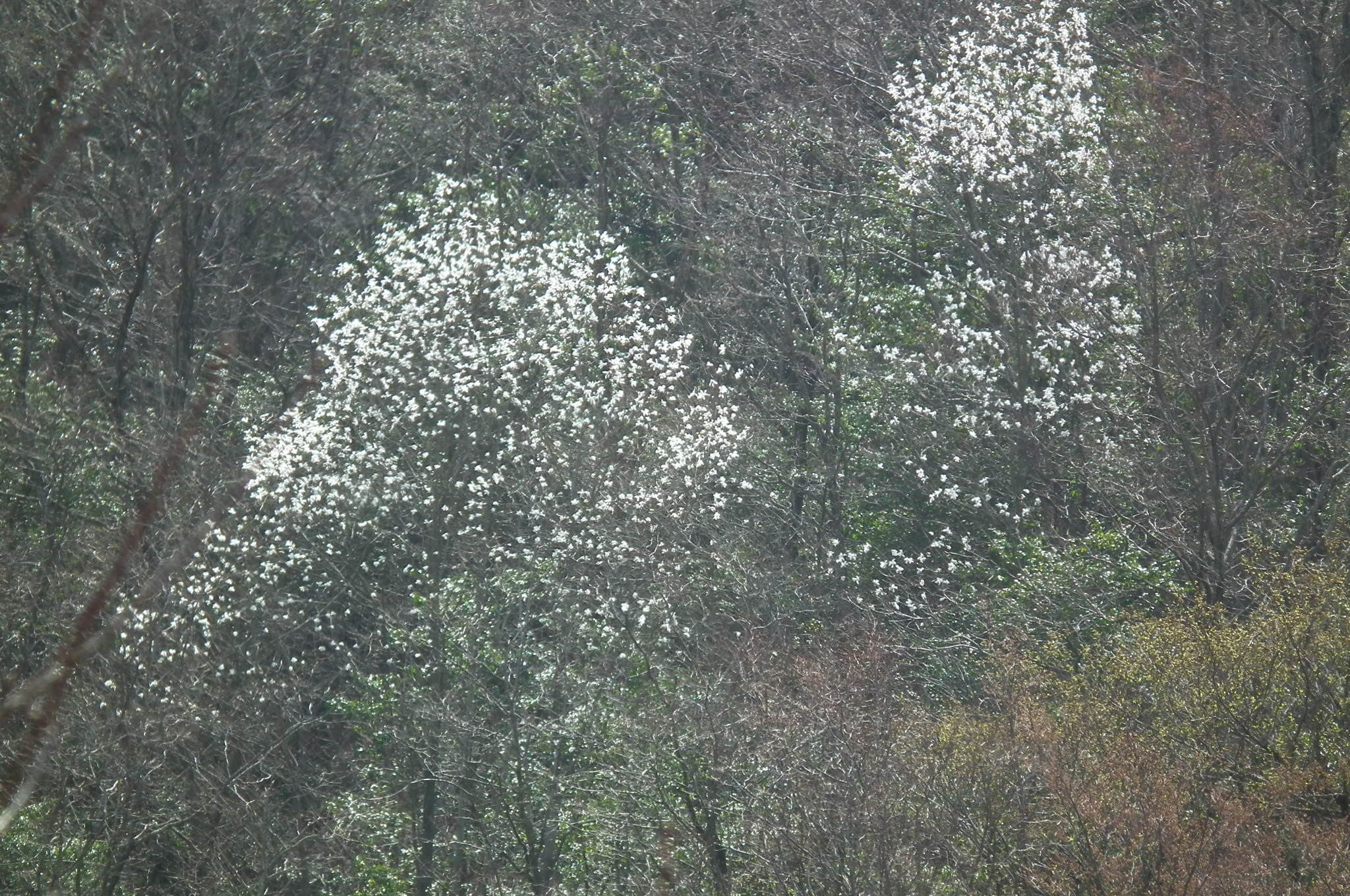
termőhelyén